# Cristian Garín
Cristian Garin (Santiago, 30 mei 1996) is een Chileense tennisspeler. Hij heeft vijf ATP-toernooien gewonnen. Hij deed ook al mee aan verschillende Grand Slams. Hij heeft één challenger in het enkelspel en dubbelspel op zijn naam staan.

## Palmares

### Enkelspel
| Legenda                       | Legenda               |
| ----------------------------- | --------------------- |
| Grand Slam                    |                       |
| Olympische Spelen             |                       |
| tot 2009                      | vanaf 2009            |
| Tennis Masters Cup            | ATP Finals            |
| ATP Masters Series            | ATP Tour Masters 1000 |
| ATP International Series Gold | ATP Tour 500          |
| ATP International Series      | ATP Tour 250          |

| Nr.                  | Datum            | Toernooi           | Ondergrond | Tegenstander in finale | Score            | Details |
| -------------------- | ---------------- | ------------------ | ---------- | ---------------------- | ---------------- | ------- |
| Gewonnen finales     |                  |                    |            |                        |                  |         |
| 1.                   | 14 april 2019    | ATP Houston        | Gravel     | Casper Ruud            | 7-6(4), 4-6, 6-3 | Details |
| 2.                   | 5 mei 2019       | ATP München        | Gravel     | Matteo Berrettini      | 6-1, 3-6, 7-6(3) | Details |
| 3.                   | 9 februari 2020  | ATP Córdoba        | Gravel     | Diego Schwartzman      | 2-6, 6-4, 6-0    | Details |
| 4.                   | 23 februari 2020 | ATP Rio de Janeiro | Gravel     | Gianluca Mager         | 7-6(3), 7-5      | Details |
| 5.                   | 14 maart 2021    | ATP Santiago       | Gravel     | Facundo Bagnis         | 6-4, 6-7(3), 7-5 | Details |
| Verloren finales     |                  |                    |            |                        |                  |         |
| 1.                   | 3 maart 2019     | ATP São Paulo      | Gravel (i) | Guido Pella            | 5-7, 3-6         | Details |
| Gewonnen challengers |                  |                    |            |                        |                  |         |
| 1.                   | 30 oktober 2016  | Lima               | Gravel     | Guido Andreozzi        | 3-6, 7-6, 7-5(3) |         |

### Dubbelspel
| Legenda                       | Legenda               |
| ----------------------------- | --------------------- |
| Grand Slam                    |                       |
| Olympische Spelen             |                       |
| tot 2009                      | vanaf 2009            |
| Tennis Masters Cup            | ATP Finals            |
| ATP Masters Series            | ATP Tour Masters 1000 |
| ATP International Series Gold | ATP Tour 500          |
| ATP International Series      | ATP Tour 250          |

| Nr.                              | Datum         | Toernooi | Ondergrond | Partner       | Tegenstanders in finale               | Score     | Details |
| -------------------------------- | ------------- | -------- | ---------- | ------------- | ------------------------------------- | --------- | ------- |
| Gewonnen challengers herendubbel |               |          |            |               |                                       |           |         |
| 1.                               | 20 april 2014 | Santiago | Gravel     | Nicolás Jarry | Jorge Aguilar Hans Podlipnik Castillo | walk-over |         |

## Resultaten grote toernooien
| Legenda | Legenda                          |
| ------- | -------------------------------- |
| g.t.    | geen toernooi gehouden           |
| l.c.    | lagere categorie                 |
| –       | niet deelgenomen                 |
| G       | uitgeschakeld in de groepsfase   |
| 1R      | uitgeschakeld in de eerste ronde |
| 2R      | uitgeschakeld in de tweede ronde |
| 3R      | uitgeschakeld in de derde ronde  |
| 4R      | uitgeschakeld in de vierde ronde |
| KF      | uitgeschakeld in de kwartfinale  |
| HF      | uitgeschakeld in de halve finale |
| F       | de finale verloren               |
| W       | het toernooi gewonnen            |
| w-v     | winst/verlies-balans             |

### Enkelspel
| grandslamtoernooien |      |      |      |      |    |
| Australian Open     | –    | –    | 1R   | 2R   | –  |
| Roland Garros       | –    | –    | 2R   | 3R   | 4R |
| Wimbledon           | 1R   | 1R   | 1R   | g.t. | 4R |
| US Open             | –    | –    | 2R   | 2R   |    |
| ATP Masters 1000    |      |      |      |      |    |
| Indian Wells        | –    | –    | –    | g.t. |    |
| Miami               | –    | –    | –    | g.t. | 2R |
| Monte Carlo         | –    | –    | –    | g.t. | 3R |
| Madrid              | –    | –    | –    | g.t. | KF |
| Rome                | –    | –    | –    | 1R   | 2R |
| Montreal/Toronto    | –    | –    | 3R   | g.t. | 2R |
| Cincinnati          | –    | –    | 1R   | 1R   |    |
| Shanghai            | –    | –    | 2R   | g.t. |    |
| Parijs              | –    | –    | KF   | –    |    |
| olympisch           |      |      |      |      |    |
| Olympische Spelen   | g.t. | g.t. | g.t. | g.t. |    |
| statistieken        |      |      |      |      |    |
| titels per jaar     | 0    | 0    | 2    | 2    | 1  |
| eindejaarsranking   | 311  | 84   | 33   | 22   |    |

### Dubbelspel
| grandslamtoernooien |      |      |    |
| Australian Open     | –    | –    | –  |
| Roland Garros       | 1R   | 1R   | –  |
| Wimbledon           | 1R   | g.t. | –  |
| US Open             | 1R   | –    |    |
| ATP Masters 1000    |      |      |    |
| Indian Wells        | –    | g.t. |    |
| Miami               | –    | g.t. | –  |
| Monte Carlo         | –    | g.t. | KF |
| Madrid              | –    | g.t. | 2R |
| Rome                | –    | 1R   | 1R |
| Montreal/Toronto    | 1R   | g.t. | 2R |
| Cincinnati          | 2R   | 1R   |    |
| Shanghai            | 1R   | g.t. |    |
| Parijs              | –    | –    |    |
| olympisch           |      |      |    |
| Olympische Spelen   | g.t. | g.t. |    |
| statistieken        |      |      |    |
| titels per jaar     | 0    | 0    | 0  |
| eindejaarsranking   | 345  | 286  |    |